# Zilupe
Zilupe (en latgalio: Sīnuoja) es una villa letona, capital del municipio homónimo en el este del país.
En 2016 tiene 1634 habitantes.
Se ubica unos 2 km al oeste de la frontera con Rusia. Por el sur de la villa pasa la carretera E22, que une Riga con Moscú.